# Marie Therese Forster

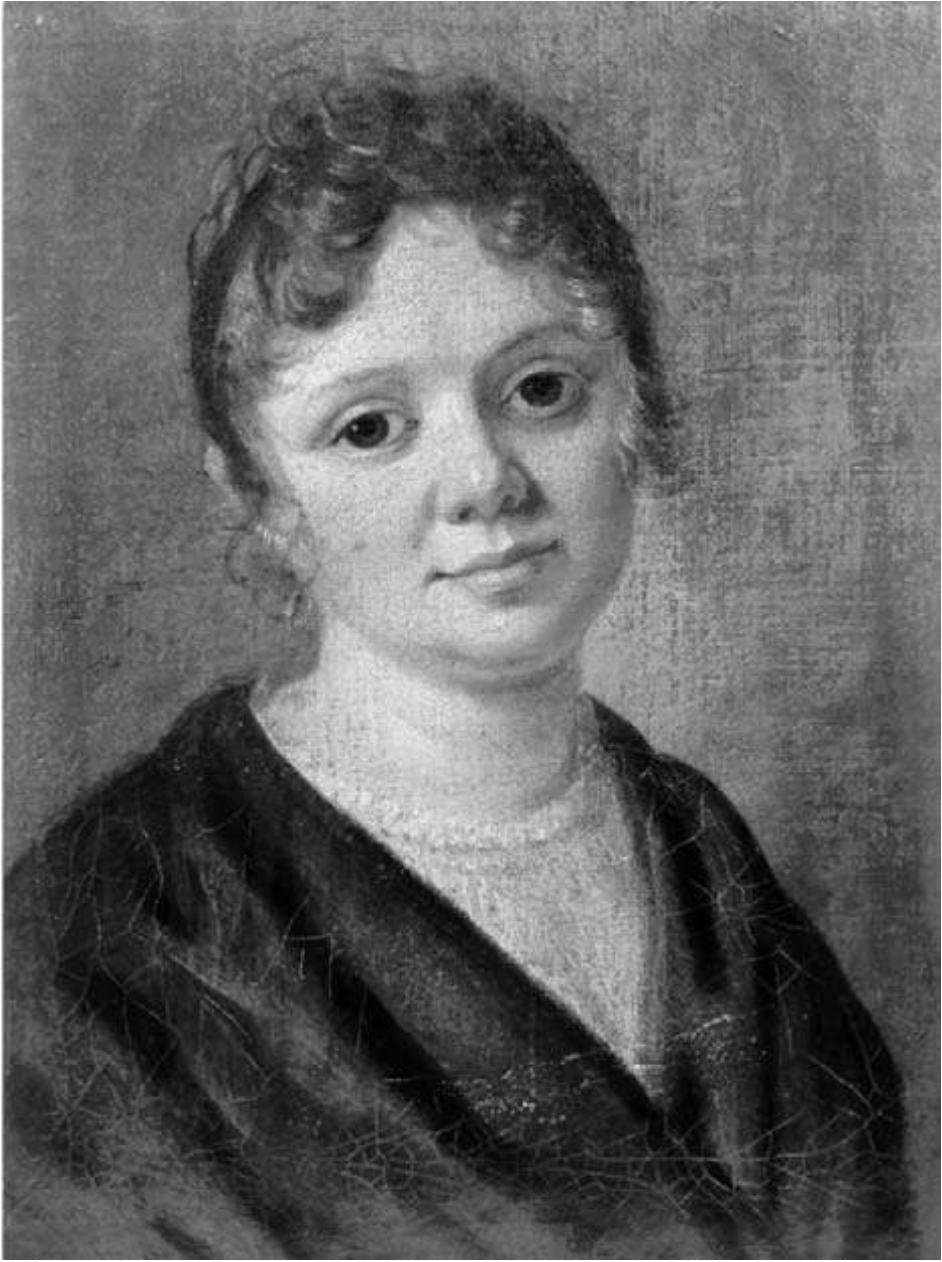
Porträt der Therese Forster von Ludovike Simanowiz, 1906 im Besitz der Nichte Adele Kuby

Marie Therese Forster (* 10. August 1786 in Wilna; † 3. Juni 1862 in Albisheim) war eine deutsche Erzieherin, Briefautorin und Herausgeberin der Werke ihres Vaters, des Weltumseglers und Schriftstellers Georg Forster.

## Leben
Therese Forster kam als erstes Kind aus der am 3. September 1785 geschlossenen Ehe Georg Forsters mit Therese Forster, geb. Heyne, später verehelichten Huber, im polnisch-litauischen Wilna zur Welt, wo ihr Vater Professor an der Schola Principis Magni Ducatus Lithuaniae war. Thereses einzige überlebende Schwester aus der Ehe ihrer Eltern war mutmaßlich Clara (Claire) (1789–1839), die 1805 den schweizerischen Forstbeamten Gottlieb von Greyerz (1778–1855) heiratete. Luise (1795–1831), wohl keine Tochter Georg Forsters, heiratete 1813 Emil von Herder (1783–1855), einen Sohn des Philosophen Johann Gottfried Herder, wurde drei Jahre später geschieden und heiratete ihn erneut 1822. Zu den Stiefgeschwistern Therese Forsters gehörte außerdem der spätere konservative Publizist Victor Aimé Huber (1800–1869).
Bei Therese Forsters Geburt schrieb ihre Mutter an den Naturwissenschaftler Sömmering: „Ich habe nur zehn Stunden gelitten... aber mir kam’s vor, als ob der Geist der Natur mir ein Pfand gegeben hätte, daß Forster mein, und ich durch so viele Ansprüche sein Weib sei.“. Zugleich stellte sie fest, dass ihr Ehemann sich einen Sohn gewünscht habe, sie ihre Tochter allerdings bis zu dessen Geburt lieben werde. Die Rolle des ältesten Kindes einer schwierigen, von Zerwürfnissen geprägten und letztendlich gescheiterten Ehe schien damit vorherbestimmt, ebenso das Scheitern an der ihr gestellten Aufgabe. In den folgenden Jahren nahm Therese Forster am unsteten Wander- und Fluchtleben der Forsters teil.
Bereits während ihrer Ehe hatte sich Thereses Mutter dem Juristen und Übersetzer Friedrich Ludwig Wilhelm Meyer, 1791/92 dem Schriftsteller Ludwig Ferdinand Huber zugewandt. Nach dem Tod Georg Forsters heiratete Therese Forster d. Ä. am 10. April 1794 in Neuchâtel Huber, dem sie sechs Kinder gebar. Im Juni dieses Jahres wurde die Familie wegen der Beteiligung an der Mainzer Republik aus dem damals preußisch regierten Neuchâtel ausgewiesen und zog in das benachbarte Dörfchen Bôle. Trotz der dortigen „dürftigen Verhältnisse“ (Victor Aimé Huber) war es im Rückblick für Therese Forster ein vergleichsweise glücklicher Lebensabschnitt: „So einfach und beschränkt unser Leben in Bôle auch war, gehörte es doch zu den heitersten meiner Erinnerungen. Und wir trennten uns mit Schmerzen von unserm Dörfchen, in dem wir heimisch geworden waren.“
1798 übersiedelte das Ehepaar Huber mit den Kindern nach Tübingen, wo Ludwig Ferdinand Huber die Redaktion der von Johann Friedrich Cotta gegründeten Allgemeinen Zeitung übernahm; im September ließ sich die Familie in Stuttgart nieder.

## Hausdame bei Isabelle de Charrière
Auf Wunsch ihres Stiefvaters kam Therese Forster, die ihren Lebensunterhalt nun selbst verdienen müsse,  mit fünfzehn Jahren im Juli 1801 als Gesellschafterin in den Haushalt der Schriftstellerin Isabelle de Charrière in Le Pontet, Colombier im Kanton Neuenburg. Dort sollte sie offenbar zur Schriftstellerin ausgebildet werden und der Journalistik ihrer Mutter zuarbeiten, die für Zeitungen schrieb und später das Morgenblatt für gebildete Stände redigierte. Bei ihrer Abreise aus Stuttgart trug ihr die Mutter auf, alle vierzehn Tage einen Brief zu schreiben. Zugleich führte Therese ein französischsprachiges Tagebuch, das nur in Teilen erhalten ist. Wegen der hohen Portokosten wurde zehn Jahre später, im Juni 1811,  die Erledigungsfrist dieser Auftragskorrespondenz auf vier Wochen ausgedehnt. Von den Briefen der Tochter an die Mutter sind nur acht erhalten geblieben, während die Briefe Therese Hubers von Therese Forster bewahrt und überliefert wurden.
In Le Pontet gewann Therese die Zuneigung des Schriftstellers Benjamin Constant, der häufig zu Besuch kam und mit Ludwig Ferdinand Huber sogar über eine mögliche Verlobung und Heirat mit Therese sprach. Von Therese Forster erfuhr Constant Ende Dezember 1805 nähere Umstände des Todes seiner Freundin Isabelle de Charrière und erhielt deren letzten angefangenen Brief.
Ihre Gönnerin vermachte Therese Forster „la cafetière et le pot au lait qui nous ont servi lorsque nous déjeunions ensemble“ („Kaffeebereiter und Milchtopf, die wir benutzt haben, wenn wir gemeinsam frühstückten“), und einen Geldbetrag von 70 Louisdor.

## Erzieherin in Hofwyl und Gouvernante
Nach dem Tod der Isabelle de Charrière verließ Therese Forster Le Pontet im Frühjahr 1806. Mit knapp zwanzig Jahren arbeitete sie von November 1807 bis Juli 1809 als Erzieherin im Bildungsinstitut des Philipp Emanuel von Fellenberg auf dem Gut Hofwyl bei Bern. Dort hatte sie auch ihren Stiefbruder Victor Aimé zu betreuen, der 1806, zwei Jahre nach dem Tod Ludwig Ferdinand Hubers, hier eingeschult wurde. Mit ihrer Stellung in der Anstalt war sie unglücklich und appellierte an die Mutter, sie wieder aufzunehmen. „Willt du zu uns zurück,“ entgegnete ihr Therese Huber, „weil du nirgends anders leben magst? kehre zurük aber quäle dich nicht, daß ich es nicht gutheisse, denn das leugne ich nicht, weil ich den Gebrauch der Kräfte für die einzig würdige, beglückende Lebensweise halte.“
Von August 1809 bis 1810 war Therese Forster als Erzieherin bei dem niederländischen Diplomaten Paul Strick van Linschoten auf dessen Stammgut Linschoten bei Utrecht und in Mannheim beschäftigt. Finanzielle Probleme ihres Arbeitgebers erzwangen das vorzeitige Ende ihrer Anstellung. Von 1811 bis Juli 1821 fand Therese schließlich in Berlin eine dauerhaftere Stellung in der Familie des Kriegs- und Domänenrats Carl Friedrich von Goldbeck (1768–1867) und der Caroline Alexandrine von Goldbeck, geb. von Schrötter (1781–1839).
Von Oktober 1821 bis August 1826 arbeitete Therese Forster in der Familie des Predigers und Schriftstellers Philipp Karl Christian Sondershausen in Arnstadt.
Nach Differenzen mit ihrem letzten Arbeitgeber gab sie die Stellung auf und kehrte zu ihrer Mutter zurück, mit der sie bis zu deren Tod im Jahr 1829 in Augsburg lebte. Danach wohnte Therese Forster eine Zeitlang bei ihrer Schwester Claire von Greyerz in Bayreuth und trat nach dem Tod ihrer Stiefschwester Luise von Herder in den Haushalt ihres Schwagers Emil von Herder ein, um dessen Kinder Adele und Ferdinand zu erziehen. Mit diesen lebte sie zunächst in Augsburg, später in Erlangen.

## Herausgeberin der Werke ihres Vaters
Für den Verlag F. A. Brockhaus, der Novellen und Romane ihrer Mutter sowie eine von dieser edierte zweibändige Briefausgabe Georg Forsters verlegt hatte, begann Therese Forster zu Beginn der 1840er-Jahre mit der Herausgabe der ersten Gesamtausgabe der Schriften ihres Vaters. Den Reiseberichten der Weltreise und den Ansichten vom Niederrhein ließ sie drei Bände Kleine Schriften folgen, deren letzterer mit Lithographien illustriert wurde. Die Auswahl orientierte sich an älteren, vom Ehepaar Huber besorgten Forster-Ausgaben, brachte aber Ergänzungen wie erst später bekannt gewordene Briefe oder die Darstellung der Revolution in Mainz.
Als Verfasser einer abschließenden Biographie Georg Forsters gewann sie den Literaturhistoriker Georg Gottfried Gervinus. Der Biographie folgten zwei Briefbände, deren letzter mit der Übersetzung des indischen Dramas Sakuntala, oder der entscheidende Ring nach einer englischen Übersetzung, aber auch unter Hinzuziehung des Originals des Dichters Kalidasa abgeschlossen wurde. Der Autor hatte das Sanskritstudium bis zu seinem Lebensende fortgeführt.
Mit einiger Sicherheit hat Therese Forster auch die Redaktion der Werke Herders durch Emil von Herder beeinflusst und dabei mitgewirkt. Sie gehört zu denjenigen Frauen im Umkreis und in der Nachkommenschaft bedeutender Autoren, die – wie Karoline von Woltmann, Caroline von Wolzogen oder Ludmilla Assing – die Editorik von Werken deutscher Klassiker sei es durch Mäzenatentum, Nachlassverwaltung, eigene Redaktionstätigkeit oder Autorisierung zur Herausgabe durch andere Personen entscheidend geprägt haben.

## Letzte Lebensjahre
Als ihre Nichte Adele Luise Wilhelmine von Herder (* 1831; † 31. März 1908 in Passau) den Bezirksarzt und späteren Regierungs- und Kreismedizinalrat Karl Wilhelm Kuby (1829–1894) ehelichte, wurde Therese Forster Erzieherin ihres 1854 geborenen Sohnes Friedrich Wilhelm Reinhard Kuby, der jedoch am 27. Februar 1858 verstarb. Sie zog mit der Familie Kuby in die Gemeinden Ilbesheim und Freinsheim in der Rheinpfalz. Das Andenken ihres Vaters beschäftigte sie bis ins hohe Alter. Noch im Frühjahr 1862 schrieb Therese eine Subskription für die photographische Vervielfältigung eines Doppelporträts ihres Großvaters und Vaters aus, Johann Reinhold und Georg Forster in der Südsee von John Francis Rigaud, das sich in ihrem Besitz befand.
Doch dazu kam es wohl nicht mehr. Mit 75 Jahren verstarb Therese Forster am 3. Juni 1862 in Albisheim, wo sie zu Besuch weilte, an einer Lungenentzündung. „Mit ihr geht wieder Eine der Wenigen zu Grabe, welche noch in lebendigem Verkehr mit den Geistesheroen der Weimaraner Blüthezeit standen“, hieß es in einem Nachruf.

## Herausgabe
- Georg Forster's sämmtliche Schriften. Hrsg. von dessen Tochter und begleitet mit einer Charakteristik Forster’s von G.G. Gervinus in 9 Bänden. F. A. Brockhaus, Leipzig 1843.
  - Band 1: Johann Reinhold Forster's und Georg Forster's Reise um die Welt in den Jahren 1772 bis 1775 (Web-Ressource).
  - Band 2: Johann Reinhold Forster's und Georg Forster's Reise um die Welt in den Jahren 1772 bis 1775 (Web-Ressource).
  - Band 3: Ansichten vom Niederrhein, von Brabant, Flandern, Holland, England und Frankreich im April, Mai und Junius (Web-Ressource).
  - Band 4: Kleine Schriften, 1. Theil (Web-Ressource).
  - Band 5: Kleine Schriften, 2. Theil (Web-Ressource).
  - Band 6: Kleine Schriften, 3. Theil. Mit achtzehn lithographierten Abbildungen (Web-Ressource).
  - Band 7: Johann Georg Forster. Von Georg Gottfried Gervinus (Web-Ressource).
  - Band 8: Briefwechsel (Web-Ressource).
  - Band 9: Briefwechsel. Sakontala (Web-Ressource).

## Lebenszeugnisse
- Briefe von und über Therese Forster, Fragment ihrer Autobiographie u. a. im Nachlass Therese Huber in der Niedersächsischen Staats- und Universitätsbibliothek, Göttingen, Signatur: Cod. Ms. Th. Huber.[18]
- Journale und Reiseberichte im Familienarchiv Greyerz der Burgerbibliothek Bern, Schweiz.[19]
- 19 Briefe von Therese Forster (1840–1843) aus ihrer Verlagskorrespondenz mit F. A. Brockhaus im Sächsischen Staatsarchiv, Leipzig.[20]